# Parafia św. Marii Magdaleny w Dukli
Parafia pw. św. Marii Magdaleny w Dukli – parafia rzymskokatolicka znajdująca się w archidiecezji przemyskiej w dekanacie Dukla. 
Erygowana w XIV wieku. Jest prowadzona przez księży diecezjalnych. Kościół parafialny późnobarokowy, zbudowany w latach 1742-1747 z wykorzystaniem wcześniejszego kościoła gotyckiego z XV wieku (obecnie prezbiterium), po pożarze odbudowany w latach 1764-1765, zniszczony ponownie w 1944 roku, odbudowany. Mieści się przy ulicy Trakt Węgierski. Jest urządzony w stylu rokoko. 